# Мерль, Робер
Робе́р Жан Жорж Мерль (фр. Robert Merle) (29 августа 1908, Тебесса, Алжир — 27 марта 2004, Париж) — французский писатель, прозванный «Дюма XX века». Многие из его исторических романов о Франции XVI—XVII веков стали бестселлерами.

## Биография
Родился в Алжире, в семье Феликса Мерля (1871—1915), офицера-переводчика, участника высадки в Дарданеллах. В 1918 году переехал во Францию, где окончил лицей Людовика Великого (литературный факультет), получив степень лиценциата по философии и английскому языку.
Работал преподавателем английского языка, английской и американской литературы в Бордо, Марселе и Нёйи-сюр-Сен, где познакомился с Жан-Полем Сартром, в то время профессором философии.
Его докторская диссертация посвящена творчеству Оскара Уайльда.
В 1939 году был мобилизован и принимал участие во Второй мировой войне в качестве переводчика в британском экспедиционном корпусе в Нормандии, после окружения под Дюнкерком три года провёл в лагере для военнопленных под Дортмундом, откуда попытался бежать (однако был пойман на бельгийской границе). После войны был награждён Крестом Бойца
В 1944 году вернулся к преподавательской деятельности, заняв пост профессора английского языка и литературы
в Реннском университете, где стал профессором в 1949 году. Затем работал преподавателем в Тулузе, Кане, Руане, Алжире и, наконец, в Нантере.
События мая 1968 года вдохновили его на написание романа «За стеклом» (1970).
Переводил на французский язык произведения Дж. Вебстера, Дж. Свифта, Э. Колдуэлла, а также дневники Че Гевары. Симпатизировал Советскому Союзу, до ввода советских войск в Афганистан был близок к компартии.
Признание критики и Гонкуровскую премию ему принёс в 1949 году антимилитаристский роман «Воскресный отдых на южном берегу» о трагедии в Дюнкерке (в переводе 1969 года — «Уик-энд на берегу океана»).
Наибольший успех у широкой публики имела серия из 13 историко-приключенческих романов об эпохе религиозных войн «Судьба Франции» (Fortune de France): на 2014 год во Франции было продано свыше 5 миллионов экземпляров этого цикла.
В 2003 году получил Большую премию Жана Жионо за роман «Меч и любовь» (Le Glaive et les Amours).
От трёх браков имел четырёх сыновей и двух дочерей.
Скончался в возрасте 95 лет от сердечного приступа в собственном имении в Ла Мальмезон (коммуна Гросрувр, департамент Ивелин) недалеко от Парижа.
В 2008 году его сын Пьер Мерль опубликовал объемную иллюстрированную биографию «Роберт Мерль. Жизнь страстей» (Éditions de l’Aube, 2008, переиздание De Fallois, 2013).

## Экранизации
- 1964 — «Уик-энд на берегу океана» (Франция, режиссёр Анри Вернёй).
- 1973 — «День дельфина» (США, режиссёр Майк Николс): по мотивам романа «Разумное животное».
- 1977 — «Из жизни одного немца» (ФРГ): экранизация романа «Смерть — моё ремесло».
- 1981 — «Мальвиль» (Франция, режиссёр К. де Шалонж).
- 1987 — «Остров» (L'Île, Франция, режиссёр Франсуа Летерье).
- 1996 — «Le propre de l’homme», Франция — Канада, режиссёр Марк Ривьер.
- 2013 — «Замок Мальвиль»: телефильм по мотивам романа «Мальвиль».